# Manuel Drago
Manuel Drago (Callao, 14 de noviembre de 1924 - Miami, 28 de enero de 2023) fue un futbolista peruano que jugaba como delantero y jugó en clubes de Perú y Colombia. 

## Trayectoria
Inició su carrera en las divisiones menores de KDT Nacional del Callao. Pasó al primer equipo del Atlético Roma de Chucuito y llegó al Sport Boys en 1944 como half en reemplazo de José Agüero quien había emigrado a México. Al año siguiente el entrenador chileno Abelardo Robles lo ubicó como wing derecho. En 1949 viajó a Colombia junto a otros futbolistas peruanos en la época de "el Dorado" donde fue subcampeón con el Deportivo Cali en ese año.
De regreso al Perú logró en 1951 el título del primer Campeonato Profesional peruano con Sport Boys integrando el ataque con Valeriano López, Guillermo Barbadillo y los hermanos Pedro y Guillermo Valdivieso.

## Selección nacional

### Participaciones en Copa América
| Copa América      | Sede   | Resultado |
| ----------------- | ------ | --------- |
| Copa América 1949 | Brasil | Tercero   |

## Clubes
| Club           | País     | Año       |
| -------------- | -------- | --------- |
| Atlético Roma  | Perú     | 1941      |
| KDT Nacional   | Perú     | 1942-1943 |
| Sport Boys     | Perú     | 1944-1948 |
| Deportivo Cali | Colombia | 1949      |
| Sport Boys     | Perú     | 1950-1954 |
| Unión Callao   | Perú     | 1955      |

## Palmarés

### Campeonatos nacionales
| Título           | Club       | País | Año  |
| ---------------- | ---------- | ---- | ---- |
| Primera División | Sport Boys | Perú | 1951 |